# Was da fährt und fliegt
Was da fährt und fliegt ist ein Kinderbuch von Hans-Joachim Behrendt, das von ihm geschrieben und illustriert wurde. Die Idee stammt von Alfred Könner.
Das Buch erschien 1975 in der ersten Auflage im Altberliner Verlag in der Schlüsselbuch-Reihe.

## Inhalt
In dem Buch werden Fahrzeuge und Verkehr auf Doppelseiten vorgestellt. Auf sechs illustrierten Doppelseiten, die eine Verkehrssituation darstellen, folgt jeweils eine Doppelseite auf der das jeweililige Fahrzeug im Aufbau mit kurzen Erläuterungen vorgestellt wird. Anders als bei den später erschienenen Büchern der Schlüsselbuch-Reihe sind die Buchdeckelinnenseiten nicht illustriert.
Auf der ersten großen Doppelseite wird eine Hafensituation an der Küste gezeigt. Neben Frachtschiffen, die gelöscht werden, werden Segel- und Ruderboote gezeigt sowie Fischtrawler und Ausflugsschiffe. Auf der Erklärungseite ist der Querschnitt eines Frachtschiffs dargestellt.
Auf der nächsten Doppelseite wird der Schienenverkehr gezeigt. Am linken Bildrand ist ein Stadtbahnhof abgebildet, der über zahlreiche Gleise angebunden ist. Darüber hinaus werden Bauwerke der Bahninfrastruktur wie Lokschuppen, Stellwerke und Brücken gezeigt. Auf der rechten Bildseite sieht man die Nutzung des Schienenverkehrs im öffentlichen Personennahverkehr. Die dargestellten Züge werden sowohl von Dampf- als auch Dieselloks angetrieben. Auf der folgenden Seite ist der Querschnitt eines Zuges mit Speise- und Schlafwagen dargestellt.
Auf der dritten großen Doppelseite wird der Verkehr an einem Flughafen vorgestellt. Neben großen Passagierflugzeugen sind auch kleine Maschinen und Transportluftschiffe abgebildet sowie Tankfahrzeuge, Flugzeugschlepper und Gepäckwagen. Auf der folgenden Erklärungsseite ist ein Düsenflugzeug im Querschnitt gezeigt.
Es folgt eine Doppelseite, die Verkehr in einer Stadt an einer großen Kreuzung zeigt. Zu sehen sind unter anderem PKWs, Motorräder, Busse und LKW, Kutschen aber auch Fußgänger und Radfahrer. Gezeigt wird auch die Infrastruktur wie Fußgängerbrücken, Zugänge zu U-Bahnhöfen, Ampeln, Geländer und das Instandsetzen von Straßen. Auf der Folgeseite ist ein Auto im Querschnitt gezeigt.
Die nächste Doppelseite zeigt eine Raumstation, die von Astronauten gebaut und instand gesetzt wird. Die Erläuterungsseiten zeigen den Querschnitt einer Weltraumrakete.
Die letzte Doppelseite zeigt Verkehr an Binnengewässern. Dabei ist der Fokus vor allem auf der Nutzung in der Freizeit. Auf der Erklärungsseite ist ein Segelboot im Querschnitt gezeigt.